# Technopunk SF
Technopunk SF is een cyberpunkverhalenbundel van de Amerikaans schrijver William Gibson. Het boek verscheen oorspronkelijk in het Engels onder de naam Burning Chrome in 1986. Deze bundel werd in 1991 vertaald in het Nederlands en uitgegeven door uitgeverij Meulenhoff in de sciencefictionreeks M=SF.
De bundel bevat tien verhalen, waarvan het eerste het bekendst is. Dit verhaal, Johnny Memo uit 1981, werd in 1995 verfilmd als Johnny Mnemonic met Keanu Reeves in de titelrol. De verhalen werden geschreven tussen 1977 en 1985.
De tien verhalen in de bundel:
1. Johnny Memo (Johnny Mnemonic, 1981)
2. Het wereldbeeld van Gernsback (The Gernsback Continuum, 1981)
3. Flinters van een holografische roos (Fragments of a Hologram Rose, 1977)
4. Het soort dat er hoort - met John Shirley - (The Belonging Kind, 1981)
5. Achterland (Hinterlands, 1982)
6. Rode ster, winterse omloopbaan - met Bruce Sterling - (Red Star, Winter Orbit, 1983)
7. New Rose hotel (New Rose Hotel, 1983)
8. De wintermarkt (Winter Orbit, 1982)
9. Luchtgevecht - met Michael Swanwick - (Dogfight, 1983)
10. Chroom kraken (Burning Chrome, 1985)